# Nelusetta
Genre
Neluseta est un genre monospécifique de poissons marins de la famille des Monacanthidae.

## Liste d'espèces
Selon ITIS et World Register of Marine Species (21 avril 2014), ce genre ne contient qu'une seule espèce :
- Nelusetta ayraud (Quoy et Gaimard, 1824)